# سطح پروردگی

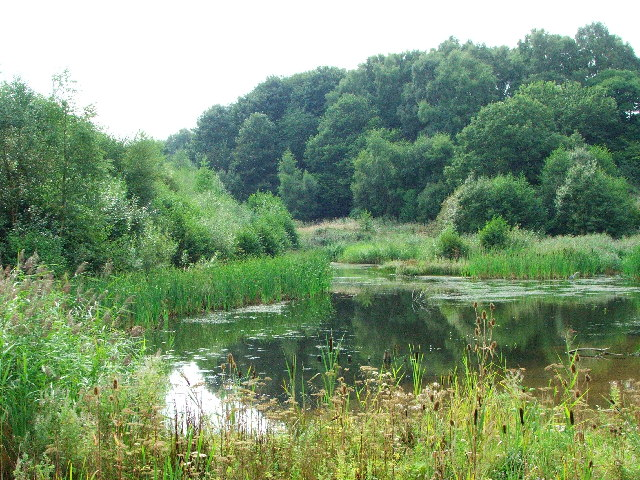
نخستین سطح پروردگی (غذایی) گیاهان موجود در این تصویر و جلبک‌ها و فیتوپلانکتون‌ها در دریاچه، تولیدکنندگان اولیه هستند. آن‌ها مواد مغذی را از خاک یا آب می‌گیرند و با استفاده از انرژی خورشید، غذای خود را با فتوسنتز تولید می‌کنند.

سطح پروردگی یا سطح غذایی (به انگلیسی: Trophic level)، جایگاهی است که یک جاندار زنده در یک شبکه غذایی اشغال می‌کند. زنجیره غذایی مجموعه‌ای از جاندارانی است که جانداران دیگر را می‌خورند و به نوبه خود ممکن است خودشان خورده شوند. سطح تغذیه‌ای یک ارگانیسم تعداد گام‌هایی است که از ابتدای زنجیره می‌گذرد. یک شبکه غذایی از سطح تغذیه‌ای یک با تولیدکنندگان اولیه مانند گیاهان شروع می‌شود، می‌تواند به گیاه‌خواران در سطح دوم، گوشتخواران در سطح سوم یا بالاتر، و معمولاً با شکارگران اوج در سطح ۴ یا ۵ به پایان برسد. این مسیر در امتداد زنجیره می‌تواند یک جریان یک طرفه یا یک «وب» غذایی را تشکیل دهد. جوامع بوم‌شناختی با تنوع زیستی بالاتر مسیرهای تغذیه‌ای پیچیده‌تری را تشکیل می‌دهند.

## دورنما

دسته‌بندی مصرف‌کنندگان بر اساس مواد خورده‌شده (گیاه: سایه‌های سبز زنده هستند، سایه‌های قهوه‌ای مرده هستند، جانوران: سایه‌های قرمز زنده هستند، سایه‌های ارغوانی مرده هستند؛ یا ذرات: سایه‌های خاکستری) و راهبرد تغذیه (جمع‌کننده: سایه روشن‌تر از هر رنگ، جستجوگر: سایه تیره‌تر از هر رنگ)

سه روش اساسی که جانداران زنده از طریق آن‌ها غذا می‌گیرند عبارتند از: تولیدکننده (producer)، مصرف‌کننده (consumer) و تجزیه‌کننده (decomposer).